# Purkyně (kráter)
Purkyně je měsíční impaktní kráter nacházející se v rovníkové oblasti odvrácené strany Měsíce. Má průměr 48 km , pojmenován je podle českého fyziologa a anatoma Jana Evangelisty Purkyně.
Purkyně leží těsně za východním okrajem přivrácené strany (z pohledu ze Země). Když dovolí podmínky (librace, sluneční svit), je možné jej spatřit i ze Země, ačkoli je vidět pod nízkým úhlem, tudíž nelze pozorovat detaily. Purkyně leží západně od většího kráteru Wyld a severoseverovýchodně od ještě většího kráteru Hirayama. Na západ a severozápad od něj se rozkládá Mare Smythii (Moře Smythovo). Menší kráter Purkyně K zasahuje do jihovýchodního valu Purkyně.

## Satelitní krátery
V okolí kráteru se nachází několik menších kráterů. Ty byly označeny podle zavedených zvyklostí jménem hlavního kráteru a velkým písmenem abecedy.
| Purkyně | Sel. šířka | Sel. délka | Průměr |
| ------- | ---------- | ---------- | ------ |
| D       | 1.0° J     | 96.0° V    | 13 km  |
| K       | 2.7° J     | 95.4° V    | 21 km  |
| S       | 1.8° J     | 90.6° V    | 34 km  |
| U       | 0.7° J     | 91.9° V    | 51 km  |
| V       | 0.8° J     | 92.7° V    | 24 km  |